# الانتخابات الرئاسية الصربية 2012
الانتخابات الرئاسية الصربية 2012 هي الانتخابات الرئاسية الصربية التي جرت في 2012، في صربيا، لانتخاب رئيس صربيا، فاز بالانتخابات توميسلاف نيكوليتش.

## المرشحين
| المرشح                       | الحزب                            | عدد الأصوات | عدد المقاعد |
| ---------------------------- | -------------------------------- | ----------- | ----------- |
| Zoran Stanković ‏             | United Regions of Serbia         |             |             |
| Vladan Glišić ‏               | سياسي مستقل                      |             |             |
| بوريس تاديتش                 | الحزب الديمقراطي الصربي          |             |             |
| فويسلاف كوستونيتشا           | Democratic Party of Serbia       |             |             |
| Zoran Dragišić ‏              | سياسي مستقل                      |             |             |
| Jadranka Šešelj ‏             | الحزب الراديكالي الصربي          |             |             |
| معمر زوكورليتش               | سياسي مستقل                      |             |             |
| إيفيتسا داتشيتش              | Socialist Party of Serbia        |             |             |
| Čedomir Jovanović ‏           | Liberal Democratic Party         |             |             |
| István Pásztor (politician) ‏ | Alliance of Vojvodina Hungarians |             |             |
| توميسلاف نيكوليتش            | الحزب التقدمي الصربي             |             |             |